# Elvira Hancock
Elvira Hancock est un personnage fictif du film policier américain Scarface de 1983, interprétée par Michelle Pfeiffer. Cela s'est avéré être son rôle décisif. Elle est la maîtresse de Frank Lopez (Robert Loggia) et après sa mort, devient l'épouse de Tony Montana (Al Pacino).

## Casting
Avant que Michelle Pfeiffer ne joue le rôle d'Elvira Hancock, Geena Davis, Carrie Fisher et Sharon Stone ont auditionné sans succès pour le rôle, et les actrices Rosanna Arquette, Melanie Griffith et Kim Basinger l'ont refusé. Kelly McGillis et Sigourney Weaver ont également été prises en considération. Initialement, Al Pacino et le réalisateur Brian De Palma ne voulaient pas que Pfeiffer joue Hancock car elle était une actrice inconnue à l'époque, et voulaient plutôt que Glenn Close joue le rôle, mais le producteur Martin Bregman s'est battu pour son inclusion.
L'agent de Michelle Pfeiffer a appelé Bregman, et lui a demandé de payer son transport de Los Angeles à New York. Bregman a refusé, et Pfeiffer a atteint le théâtre d'audition dans le West Side de Manhattan par ses propres moyens. Bregman a déclaré dans une interview ultérieure qu'après l'audition, il était sûr qu'elle obtiendrait le rôle de Hancock. Pfeiffer a déclaré qu'elle avait passé une grande partie du tournage affamée, car elle avait perdu une quantité importante de poids pour jouer le rôle d'une toxicomane et "ne pouvait pas manger" de peur qu'elle ne le reprenne.

## Biographie du personnage
Elvira Hancock naît à Baltimore, dans le Maryland. Après avoir quitté Baltimore, elle se rend à Miami à la recherche de son père biologique. Elle travaille comme serveuse dans un club appelé le Babylon Club, où elle rencontre le baron de la drogue Frank Lopez. Peu de temps après, Frank lui offre un poste de secrétaire pour Lopez Motors.
Là, elle et Frank tombent amoureux et finissent par se marier. Cependant, Elvira est devenue fortement dépendante à la cocaïne. Tony Montana, un réfugié cubain qui trouve du travail chez Lopez, se prend immédiatement d'affection pour Elvira et tente de la convaincre. Maintes et maintes fois, Elvira rejette Tony, mais finalement, après avoir vu tout le pouvoir qu'il a acquis, se laisse séduire. Plus tard, Tony demande à Elvira de l'épouser et, bien qu'il le veuille clairement, refuse, car Lopez est toujours sur le chemin. Tony s'occupe de Lopez et les deux se marient peu de temps après.
Alors que Tony consolide son pouvoir et installe Elvira dans l'opulence, elle devient visiblement de plus en plus détachée de la réalité. Sa dépendance à la cocaïne prend le dessus sur la vie à ce stade. Elle et Tony ne partagent pas une bonne relation, Elvira se plaignant toujours des jurons constants et de l'obsession de son mari pour l'argent, ce que Tony n'aime pas. De plus, il découvre qu'Elvira est stérile, ce qui empoisonne définitivement leur mariage.
Pendant un dîner, Tony est extrêmement ivre à cause du stress et remarque qu'Elvira n'a pas touché son assiette. Il remarque alors qu'elle sniffe de la cocaïne, à laquelle il est également accro. Il demande pourquoi Elvira n'a pas touché à sa nourriture, ce à quoi elle répond qu'elle a perdu l'appétit. Cela déclenche une vive altercation entre les deux, Tony la réprimandant pour sa consommation intense de drogue, sa dépression, qu'il perçoit comme de la paresse, et sa stérilité. Elvira répond en jetant son verre sur Tony, en lui criant dessus et en essayant de le charger physiquement. Elle finit par se reprendre et dit à Tony qu'elle le quitte. Elle part et n'est plus jamais vue par Tony.